# Nendorp
Nendorp ist eine Ortschaft der niedersächsischen Gemeinde Jemgum im ostfriesischen Rheiderland. Das Dorf hat eine Größe von 4,2 Quadratkilometern und 126 Einwohner.

## Lage
Nendorp liegt nahe der Ems an der Landstraße 15 zwischen Jemgum und Ditzum und ist stark landwirtschaftlich geprägt. Das Nendorper Deichvorland ist ein Naturschutzgebiet, das 117 Hektar umfasst.

## Geschichte
Der Ortsname Nendorp bedeutet so viel wie „Neues Dorf“ und steht damit im Gegensatz zum nahe gelegenen „alten Dorf“ Oldendorp. Seine erste Erwähnung fand Nendorp um das Jahr 1500. Am 1. Januar 1973 wurde Nendorp in die Gemeinde Jemgum eingegliedert.
Bekannt geworden ist der Ort durch das Emssperrwerk, an dessen Südseite es gelegen ist. Ein weiteres prägendes Bauwerk ist die evangelisch-reformierte Nendorper Kirche, die im Jahr 1820 erbaut wurde, aber noch deutlich ältere Gebäudeteile aufweist.

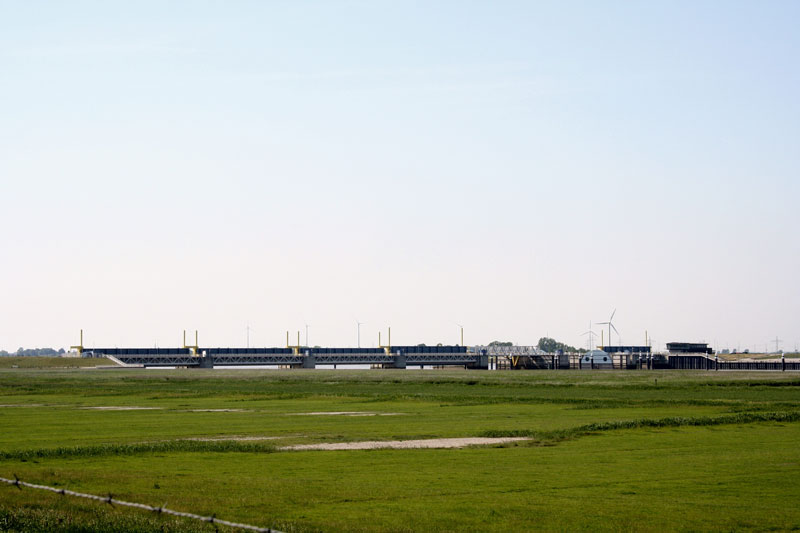
Emssperrwerk